# Камариче-Кузнецовка
Камариче-Кузнецовка — село в Дмитриевском районе Курской области. Входит в состав Старогородского сельсовета.
Население — 30 человек (2010 год).

## География
Расположен по берегам р. Харасея, напротив пос. Луговой, в 20 км к востоку от села Доброводье Севского района, в 11 км от границы с Брянской областью.

## История
В письменных источника с 1665 года: село с церковью Архистратига Михаила (не сохранилась), в составе Чемлыжского стана Комарицкой волости. До 1770-х годов входило в Севский уезд.
Село вошло в состав муниципального образования согласно Закону Курской области от 21 октября 2004 года № 48-ЗКО «О муниципальных образованиях Курской области».

## Население
| 2002 | 2010 |
| ---- | ---- |
| 55   | ↘30  |

## Инфраструктура
Личное подсобное хозяйство.

## Транспорт
Подходит автодорога 38 ОП МЗ 38Н-067 «Дмитриев — Береза — Меньшиково — Хомутовка» — Шагаро-Петровское с подъездом к Камариче-Кузнецовке".